# Moos
Moos es un municipio alemán en el distrito de Constanza, Baden-Wurtemberg. Está situado en la península Höri en la orilla del lago de Constanza.
Moos fue mencionado por vez primera en un documento del año 1162. El actual municipio Moos fue formado en el transcurso de la reforma municipal mediante la fusión de las aldeas Bankholzen, Iznang, Moos y Weiler el 1 de octubre de 1974.